# Ібн Варрак
Ібн Варрак (араб. ابن وراق, досл. «син виробника паперу»; нар. 1946, Раджкот, Британська Індія, нині Індія) — псевдонім англомовного письменника і публіциста пакистанського походження, одного з найактивніших критиків ісламу. Один із засновників Інституту секуляризації ісламського суспільства.
Здобув світову популярність як автор книг:
- «Чому я не мусульманин» (Why I Am Not a Muslim) (1995),
- «Походження Корану: класичні нариси про Святе Письмо ісламу[en]» (The Origins of The Koran: Classic Essays on Islam's Holy Book) (1998),
- «Питання про історичного Мухаммеда[en]» (The Quest for the Historical Muhammad) (2000).

## Псевдонім
Псевдонім «Ібн Варрак» (араб. ابن وراق, досл. «син виробника паперу») використовується через турботу письменника про особисту безпеку. Назва відсилає до вченого-скептика IX століття Абу Іси аль-Варрака. Варрак взяв псевдонім 1995 року, коли завершив свою першу книгу під назвою «Чому я не мусульманин».
До 2007 р. Ібн Варрак вважав за краще не з'являтися на публіці і не фотографуватися для видань. Це викликано його побоюваннями за особисту безпеку, а також його бажанням подорожувати, щоб бачитися зі своїми рідними в Пакистані без ризику отримати відмову у візі. Нещодавно він брав участь у публічних дебатах, і вперше його обличчя стало відомим широкій публіці. Попри це, його поява на публіці зазвичай супроводжується значною кількістю поліції.

## Життєпис
Ібн Варрак народився 1946 року в місті Раджкот Британської Індії в мусульманській родині. Рік потому сім'я переїхала в Карачі, столицю незалежного Пакистану. Його мати померла, коли він був немовлям. В одному з інтерв'ю він заявив, що «вивчав арабську мову і читав Коран в молодості в надії стати послідовником ісламської віри». Його батько вирішив відправити його в школу-інтернат до Англії, щоб уникнути спроби бабусі нав'язати своєму онукові виключно релігійну освіту в місцевому медресе. Після приїзду до Великої Британії він побачив свого батька ще раз, коли йому було 14 років. Батько помер два роки потому.
Хоча Ібн Варрак завжди відчував себе скептиком, у молодості він мав кризу ідентичності, в якій він ненадовго відкрив себе для ісламу. Зрештою, однак, переміг скептицизм, і він звернувся до філософів, таких як Бенедикт Спіноза, Іммануїл Кант, Готфрід Вільгельм Ляйбніц і Девід Г'юм.
У 19 років він переїхав до Шотландії, щоб продовжити свою освіту в Единбурзькому університеті, де вивчав філософію, арабську і перську мови з професорами Монтгомері Воттом і Л. П. Евеллом-Саттоном. Після закінчення університету Варрак протягом п'яти років викладав у початковій школі в Лондоні.
1982 року разом з дружиною переїхав у Францію, відкривши індійський ресторан. Також працював кур'єром у туристичному агентстві.
2007 року він брав участь у Конференції з секулярного ісламу в Санкт-Пітерсбурзі (Флорида) поряд з такими відомими критиками і реформаторами ісламу, як Аяан Гірсі Алі, Вафа Султан і Іршад Манджі. Група випустила так звану Санкт-Пітерсбурзьку декларацію, де закликала світові уряди, зокрема, відкинути шаріатське право, суди фетви, клерикальну форму правління і закріплення за будь-якою релігією статусу офіційної, а також не допускати переслідування за так звані «святотатство» і «відступництво», відповідно до п. 18 Загальної декларації прав людини.
Також був доповідачем на конференції ООН «Жертви джихаду» поряд з такими критиками ісламу, як Бат Єор, Аяан Гірсі Алі і Симон Денг.